# Kreuzreim
Der Kreuzreim oder auch Wechselreim ist in der Verslehre eine Reimform, bei der in einer (meist vierzeiligen) Strophe die ungeradzahligen Verse untereinander reimen und ebenso die geradzahligen. Beim Vierzeiler ergibt sich daher das Reimschema [abab], beim Sechszeiler [ababab] usw. Beispiel (Conrad Ferdinand Meyer Zwei Segel, 1882):
[a]   Zwei Segel erhellend

[b]   Die tiefblaue Bucht!  

[a]   Zwei Segel sich schwellend

[b]   Zu ruhiger Flucht!

[c]   Wie eins in den Winden

[d]   Sich wölbt und bewegt,

[c]   Wird auch das Empfinden

[d]   Des andern erregt.

[e]   Begehrt eins zu hasten,

[f]   Das andre geht schnell,

[e]   Verlangt eins zu rasten,

[f]   Ruht auch sein Gesell.
Ein Beispiel für ein Gedicht mit vierfachem Kreuzreim ([abababab]) ist das lateinische Ave verum.
Wenn nur die geradzahligen Verse reimen ([xaxa]), so wird das als halber Kreuzreim oder unterbrochener Reim bezeichnet. Diese Reimordnung erscheint öfters im Volkslied. Beispiel (Heinrich Heine Mein Herz, mein Herz ist traurig):
[x]   Mein Herz, mein Herz ist traurig,

[a]   Doch lustig leuchtet der Mai;

[x]   Ich stehe, gelehnt an der Linde, 

[a]   Hoch auf der alten Bastei.
Der Kreuzreim ist eine der häufigsten Reimordnungen neben dem Paarreim. Er findet sich in der vierzeiligen Volksliedstrophe, der Vagantenstrophe, der Hildebrandstrophe, der Romanzenstrophe und als Teil größerer Reimordnungen wie etwa der Lutherstrophe.